# ブルボン・ボパール家
ブルボン・ボパール家（英語：Indian Bourbon House）は、インドに居住するフランス王・ブルボン家の後裔を称する氏族。この一族は、ムガル帝国のアクバル皇帝の宮廷に亡命したフランスの貴族であるクレルモン・アンボーベーの伯爵であるジャン・フィリップ・ド・ブルボンの子孫であると主張する。この家は「バーボンボパール」（ボパールのブルボン家）とも呼ばれる。インド中央部のボパール市に由来する名前であり、最後の数世代が居住したという。

## 沿革

### ブルボン・ボパール家の出発
16世紀中頃に決闘によって親戚を殺してしまい、ムガル帝国、アクバル大帝に仕える人物は、当主が正統なブルボン家の後継者「相続人」であると主張した事で著名である。かなり最も富裕・裕福な一族・一門の一つでもあったという。その一族の人物はボパールの裁判所にも勤務したほどであった。
また、1580年に海上で行方不明となったジャン・フィリップ・ド・ブルボン・ブッセという人物もブルボン・ボパール家の一員である、との考え方も存在する。また、ギリシャに居住しているミシェルは、ブルボン家の隠れた息子シャルル3世の子孫であると個人的に確信しているにも拘らず、これらの仮説はいまだに確認されていない。
インドの情報筋によると、1550年代には、ブルボン家の者であることを宣言したフランス人のジャン・ド・ブルボンという人物が、アクバル皇帝の宮廷に姿を現したという。彼は1541年にシチリア島を離れてフランスに戻った後、海賊に捕らえられてエジプトに連れて行かれたことを語っている。彼はその後、スルタンに仕え、彼を高い地位に昇格させた。「アビシニアで捕虜となり、アビシニア商船に乗ってマラバルの海岸に到達した」、と語った。彼の本当の家柄が何であれ、彼はすぐにムガル帝国の司令官になり、アグラでの彼の人生を終えた。そのうちのいくつかの遺体は、当時はインド北部で唯一のキリスト教の埋葬地であったアグラ墓地に埋葬された。
ジャン・ド・ブルボンの子孫が今日まで続いている。中でも特に著名な人物は、ボパールの総司令官であったサルバドール3世（第7世代）と、ボパールの大臣であり摂政であったバルタザール1世（1879年死去）（第8世代）である。

### 現在

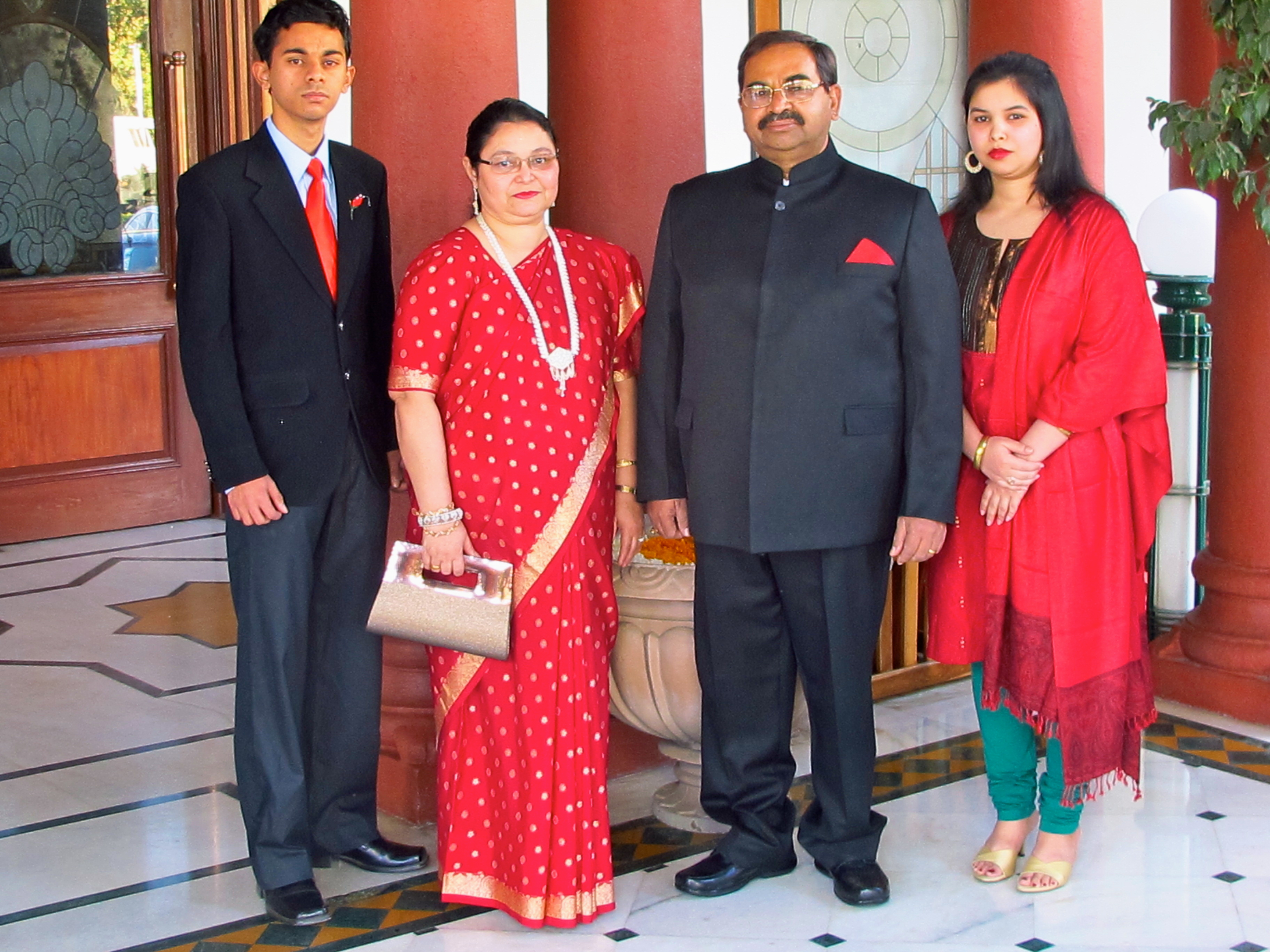
現在の家族

現在の当主は、その十数代後の「バルタザール4世・ド・ブルボン」（Balthazar Napoleon IV de Bourbon）」。インド独立の頃までは貴族法の廃止に伴い、貴族特権を有していた。1958年7月29日生まれ、ボパールの弁護士で3人の子供の父親である。現在のところ、長男・フレデリックが法定推定相続人である。
フランス総領事や駐印フランス特命全権大使の訪問を受けたこともあり、スペイン国王フアン・カルロス1世も会見を望んだ。
| サブスタブ | この項目は、まだ閲覧者の調べものの参照としては役立たない、書きかけの項目です。この項目を加筆・訂正などしてくださる協力者を求めています。このテンプレートは分野別のサブスタブテンプレートやスタブテンプレート（Wikipedia:分野別のスタブテンプレート参照）に変更することが望まれています。 |